# Ann Packer
Ann Elizabeth Packer, née le 8 mars 1942, est une athlète britannique, qui pratiquait le sprint, les courses de haies et le saut en longueur. Elle a été championne olympique sur 800 m aux Jeux olympiques d'été de 1964 à Tokyo.

## Biographie
Née à Moulsford dans l'Oxfordshire, Ann Packer était membre du Reading Athletic Club lorsqu'elle fut appelée en sélection britannique. En 1962, elle faisait partie des relais 4 × 100 m britanniques et anglais qui remportairent le bronze et l'argent aux championnats d'Europe et aux Jeux de l'Empire britannique et du Commonwealth.
Packer voyagea à Tokyo pour les jeux en 1964. Elle partageait la chambre avec Mary Rand qui fut sacré à ces jeux au saut en longueur. Packer espérait remporter sa course préférée, le 400 m, mais fut battue par l'Australienne Betty Cuthbert et dut se contenter de l'argent et du record d'Europe (52 s 2) devant une autre Australienne Judy Amoore. Après cette médaille, Ann Packer ne prévoyait pas de s'aligner sur 800 m et avait prévu de faire du shopping jusqu'à ce que son fiancé Robbie Brightwell termine quatrième sur 400 m. Déçue pour lui, elle prit part au 800 m, une course qu'elle n'avait couru que cinq fois auparavant. En série, elle terminait cinquième en 2 min 12 s 6 et troisième en demi-finale en 2 min 06 s 0, battue chaque fois par la Française Maryvonne Dupureur.
Elle se présenta en finale avec le plus mauvais temps des engagées, n'ayant couru que sept fois sur 800 m. Packer était sixième après 400 m, derrière Dupureur, elle était troisième à 600 m et prit la tête dans la dernière ligne droite, utilisant sa pointe de vitesse de sprinteuse pour remporter l'or. Elle améliorait ainsi le record du monde en 2 min 01 s 1.
Après ce titre, elle annonça sa retraite sportive à l'âge de 22 ans et eut ainsi l'une des plus brèves carrières d'une championne olympique. Il fallut quarante ans avant qu'une autre Britannique, Kelly Holmes, ne remporte le titre sur 800 m aux Jeux olympiques d'été.
À ces mêmes jeux, Robbie Brightwell remporta l'argent en relais 4 × 400 m. Ils se marièrent et eurent trois garçons, Gary, Ian et David (en). Les deux derniers sont devenus footballeurs et ont joué pour Manchester City.
Ann Packer et son époux sont devenus membre de l'Ordre de l'Empire britannique en 1965.

## Palmarès

### Jeux olympiques d'été
- Jeux olympiques d'été de 1964 à Tokyo ( Japon)
  -  Médaille d'argent sur 400 m
  -  Médaille d'or sur 800 m

### Jeux de l'Empire britannique et du Commonwealth
- Jeux de l'Empire britannique et du Commonwealth de 1962 à Perth ( Australie)
  - éliminée en demi-finale sur 100 y
  - éliminée en demi-finale sur 220 y
  - 6e sur 80 m haies
  -  Médaille d'argent en relais 4 × 110 y

### Championnats d'Europe d'athlétisme
- Championnats d'Europe d'athlétisme de 1962 à Belgrade ( Yougoslavie)
  - 6e sur 200 m
  -  Médaille de bronze en relais 4 × 100 m

## Records
- record d'Europe du 400 m en 52,2 s, le 17 octobre 1964 à Tokyo (amélioration du record détenu par Maria Itkina, sera battu par Colette Besson)
- record du 800 m en 2 min 01 s 1, le 20 octobre 1964 à Tokyo (amélioration du record du monde détenu par Dixie Willis, sera battu par Judy Pollock).
- record olympique du 800 m en 2 min 01 s 1, le 20 octobre 1964 à Tokyo (amélioration du record détenu depuis la demi-finale du 19 octobre 1964 par Maryvonne Dupureur, sera battu par Madeline Manning aux Jeux olympiques d'été de 1968)

## Sources
- (en) Cet article est partiellement ou en totalité issu de l’article de Wikipédia en anglais intitulé « Ann Packer » (voir la liste des auteurs).